# Abendmesse

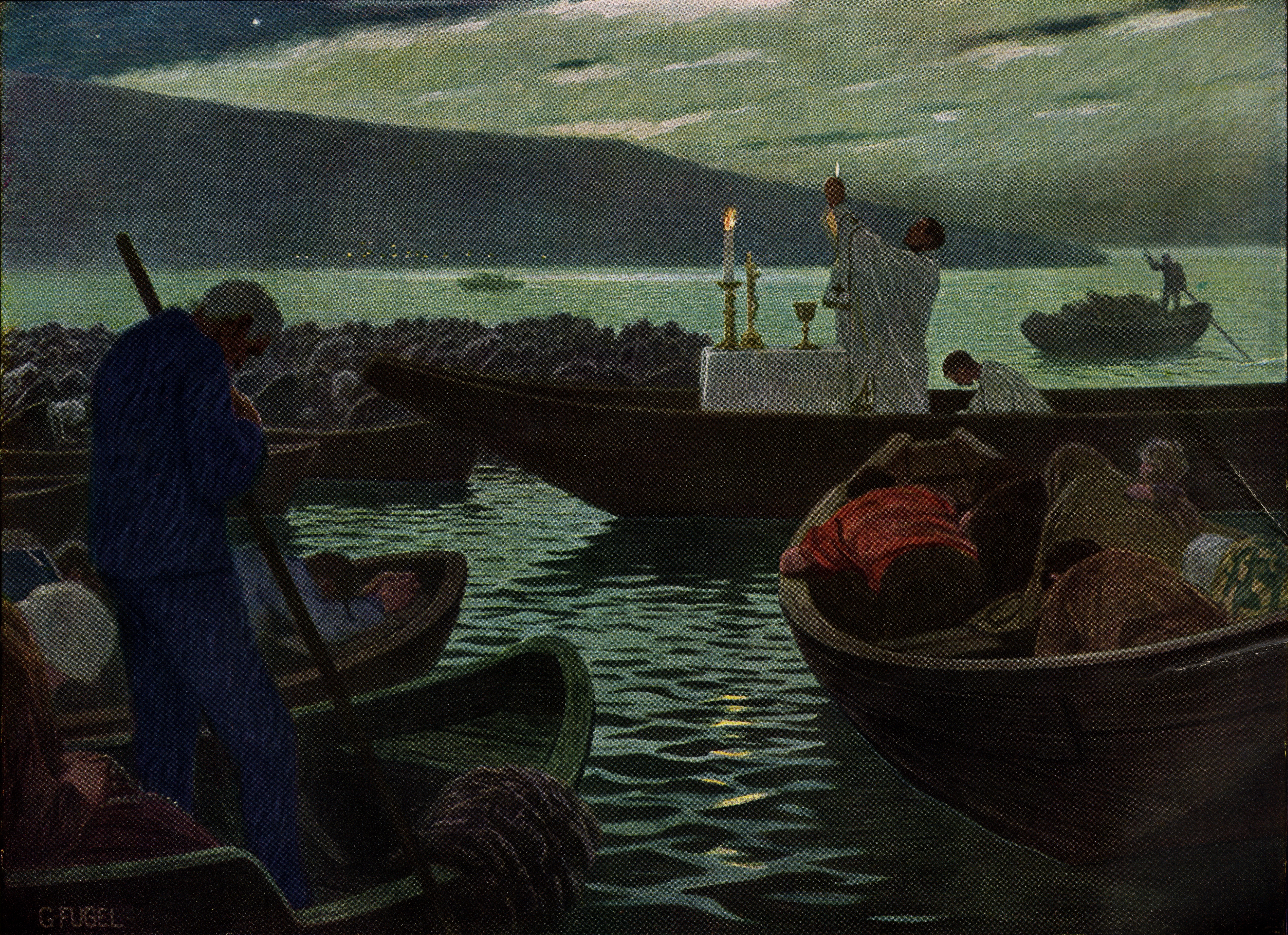
Die Nacht-Messe der Entrechteten, Gemälde von Gebhard Fugel, um 1920

Die Abendmesse bezeichnet eine urchristliche und altkirchliche, später allmählich verschwundene Sitte, die Feier der heiligen Messe am Abend eines Tages abzuhalten. Sie schafft für viele die Möglichkeit, auch an Werktagen die heilige Messe mitfeiern zu können.
Da liturgisch Sonntage und Hochfeste am Vorabend mit der ersten Vesper beginnen, ist es möglich, die sogenannte Sonntagspflicht bereits in einer Vorabendmesse zu erfüllen. Eine Vorabendmesse kann grundsätzlich vor jedem Sonntag oder Hochfest gefeiert werden, lediglich bei Überschneidungen mit höherrangigen Festen und im Triduum Sacrum sind keine Vorabendmessen möglich.

## Geschichte
Mit der Bulle Sanctissimus verbot Papst Pius V. 1566 unter Strafe der Suspension a divinis alle Abendmessen einschließlich der abendlichen Feier der Osternacht.
Im 20. Jahrhundert erwachte in Verbindung mit der durch Papst Pius X. geförderten eucharistischen Bewegung schon in der Zeit vor dem Ersten Weltkrieg wieder das Streben nach der Abendmesse. Dabei sollte den Gläubigen an Sonn- und Feiertagen die Teilnahme an der heiligen Messe erleichtert und der tägliche Besuch der heiligen Messe gefördert werden.
Die Verbreitung der Abendmesse wurde im Zweiten Weltkrieg (Verbot der Morgenmesse nach Alarmnächten) stark begünstigt. Anfangs wurde von der Kirche eine Profanierung des Sonntags befürchtet, wenn die Gläubigen bereits am Vorabend oder erst am Abend des Sonntags den Gottesdienst besuchen würden. Die Kirche zögerte daher, die Abendmesse allgemein zu gestatten. Noch durch den Can. 821 § 1 des Codex Iuris Canonici von 1917 war die Feier von Messen am Nachmittag und Abend (serius quam una hora post meridiem ‚später als eine Stunde nach Mittag‘) verboten – lediglich die Christmette durfte als Konvents- oder Gemeindemesse gemäß § 2 um Mitternacht gefeiert werden, andere Messen in dieser Nacht bedurften eines päpstlichen Indults.
Pius XII. erlaubte am 19. März 1957 die Feier von Abendmessen: Die Bischöfe können die Abendmesse dort täglich gestatten, wo ein bedeutendes geistliches Wohl der Gläubigen es erfordert. Zugleich erfolgte die Änderung des Gebotes der eucharistischen Nüchternheit vor dem Empfang der heiligen Kommunion. Das Nüchternheitsgebot galt zuvor für die Zeit ab Mitternacht des Tages, an dem man kommunizieren wollte. Diese Zeit wurde mit der Möglichkeit des Besuchs einer Abendmesse auf wenigstens drei Stunden verkürzt, später auf wenigstens eine Stunde.

## Kirchenrecht
Der Codex Iuris Canonici der römisch-katholischen Kirche regelt seit 1983 zur Abendmesse:

„Can. 931: Die Feier und Austeilung der Eucharistie darf an jedem beliebigen Tag und zu jeder Stunde erfolgen, soweit dies nicht nach den liturgischen Normen ausgeschlossen ist.“

„Can. 1248 § 1: Dem Gebot zur Teilnahme an der Meßfeier genügt, wer an einer Messe teilnimmt, wo immer sie in katholischem Ritus am Feiertag selbst oder am Vorabend gefeiert wird.“